# Fritz Münch (Politiker)
Fritz Münch (* 7. Februar 1903 in Wil; † 11. Juli 1993 in St. Gallen) war ein katholischer Schweizer Gewerkschaftsfunktionär und Politiker.

## Leben
Fritz Münch war der Sohn von Josef Münch, Bierführer (Zwischenhändler, der Bier von den Brauereien an die Abnehmer liefert) und dessen Ehefrau Annamaria, geborene Lerner.
Er besuchte in Wil die Primar- und die Sekundarschule und absolvierte von 1919 bis 1922 eine Schreinerlehre. Im erlernten Beruf war er bis 1932 tätig, bevor er von 1932 bis 1937 Verwalter der Arbeitslosenkasse des Christlichen Holz- und Bauarbeiterverbandes wurde.
Von 1937 bis 1969 war er Zentralsekretär des Christlichen Verbandes der Transport-, Handels- und Lebensmittelarbeiter (CTHL) in St. Gallen; ihm gelang in dieser Aufgabe der Aufbau der Regionalsekretariate in Zürich, Olten und Luzern sowie der Ausbau der Sozialkassen. 
Er war auch von 1937 bis 1963 Mitglied im Bundeskomitee des Christlich nationalen Gewerkschaftsbunds der Schweiz (CNG), deren Vizepräsident er von 1963 bis 1969 war. 
1941 erfolgte seine Wahl zum Präsidenten der Christlichen Gewerkschaftsvereinigung des Kantons St. Gallen, in dieser Funktion blieb er bis 1961. 
Er war zudem von 1942 bis 1968 als Konservativ-christlichsozialer Politiker im St. Galler Kantonsrat und in dieser Zeit von 1963 bis 1964 deren Präsident. 
Fritz Münch heiratete 1930 Margaritha, Tochter des Adolf Gmeiner, Maschinenführer.